# Ролик, Александр Иванович
Александр Иванович Ролик — российский политический деятель. Сенатор Российской Федерации, представитель исполнительной власти в Совете Федерации от Приморского края. Вошёл в Комитет Совета Федерации по федеративному устройству, региональной политике, местному самоуправлению и делам Севера. Член партии «Единая Россия».
Юрист по образованию, в 1981—1992 годах проходил военную службу на оперативных и руководящих должностях в органах государственной безопасности. В дальнейшем работал на руководящих должностях в различных структурах Приморского края.

## Биография
Александр Иванович Ролик родился 28 апреля 1956 года в Ростове-на-Дону. Окончил юридический факультет Дальневосточного государственного университета.
После окончания университета занимал должность освобождённого секретаря комитета комсомола ДВГУ. Являлся членом КПСС.
- 1981—1992 — «проходил военную службу на оперативных и руководящих должностях в органах государственной безопасности»[1]
- 1992—2003 — служба в органах налоговой полиции, в завершающие годы — начальник управления Федеральной службы налоговой полиции Российской Федерации по Приморскому краю.
- 2003—2010 — начальник Управления Федеральной службы Российской Федерации по контролю за оборотом наркотиков по Приморскому краю.
- 2010—2012 — начальник Управления Министерства юстиции Российской Федерации по Приморскому краю.
- 2012—2016 — вице-губернатор Приморского края.

18 сентября 2016 года избран депутатом Законодательного собрания Приморского края шестого созыва по партийным спискам от партии «Единая Россия». 5 октября 2016 года избран председателем Законодательного собрания Приморского края.
В марте 2017 года в своей статье для «Парламентской газеты» в целом положительно оценил итоги деятельности собрания, особо подчеркнув достигнутую за пять лет политическую стабильность в Приморском крае.